# Зональність мінералів

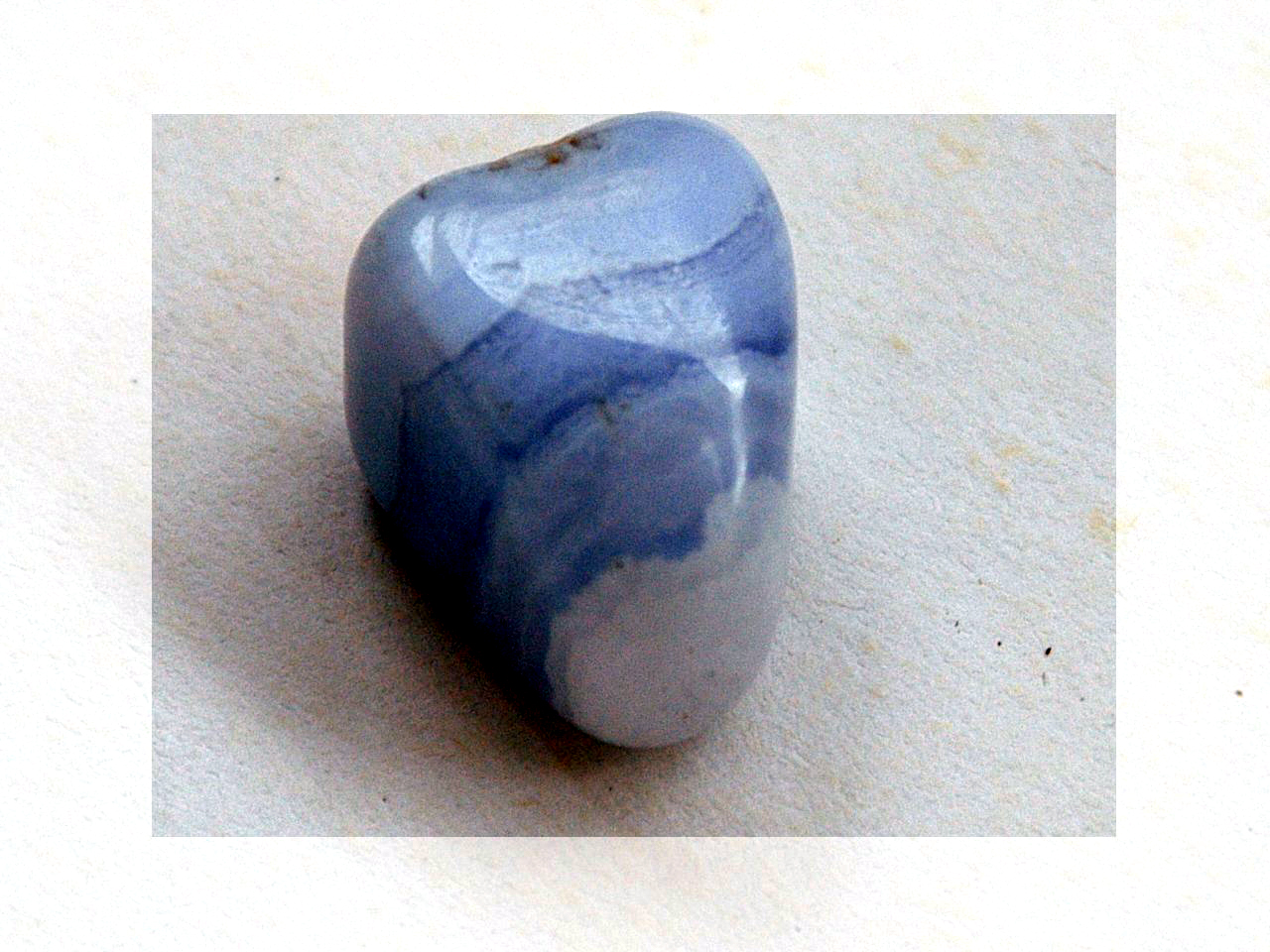
Зональність у халцедоні

Зональність мінералів — властивість мінералів, яка полягає в тому, що мінерал складений з окремих оболонок, зон, які відрізняються одна від одної хімічним складом або фізичними властивостями; виникає внаслідок періодичних змін у мінералотвірному середовищі.